# صموئيل إس. كونيغ
صموئيل إس. كونيغ (بالإنجليزية: Samuel S. Koenig)‏ هو محامي وسياسي أمريكي، ولد في 7 سبتمبر 1872 بمملكة المجر، وتوفي في مارس 1955. حزبياً، نشط في الحزب الجمهوري.